# باشگاه فوتبال زنان بارسلونا
باشگاه فوتبال زنان بارسلونا (به اسپانیایی: Club Femení Barcelona) بخش فوتبال زنان باشگاه بارسلونا است که در بارسلونا، اسپانیا قرار دارد. باشگاه بارسلونا فمنی موفق ترین باشگاه زنان اسپانیا در داخل و اروپا است که نه قهرمانی لیگ، نه کوپا د لا رینا، دو سوپرکاپ اسپانیا و سه قهرمانی لیگ قهرمانان اروپا را به دست آورده است.
این باشگاه در سال ۱۹۷۰ توسط ایماکیولادا "ایما" کیبیسرون  ۱۸ ساله تشکیل شد، این باشگاه یکی از اعضای اصلی اولین لیگ شناخته شده برای زنان اسپانیا، لیگ برتر (تاسیس شده به عنوان لیگ ناسیونال) بود. اگرچه این تیم برای چندین دهه ارتباط نزدیکی با باشگاه داشت، اما به عنوان بخش رسمی باشگاه بارسلونا قرار گرفته نشد، تا سال ۲۰۰۲ زمانی که باشگاه به طور قطعی باشگاه فمنی بارسلونا را در ساختار ورزشی خود گنجاند و آن را تاسیس کرد.
از طریق نبرد و تلاش های مداوم همراه با صعود و سقوط، این باشگاه اولین قهرمانی خود در لیگ را در سال ۲۰۱۱ به دست آورد و در ۴ سال بعد از آن، ۷ عنوان اصلی را به دست آورد: ۴ عنوان لیگ و ۳ کوپا د لا رینا.
از زمان حرفه ای شدن باشگاه در سال ۲۰۱۵، بارسلونا به موفق ترین تیم اسپانیایی در لیگ قهرمانان اروپا تبدیل شده است. آنها اولین باشگاه اسپانیایی بودند که به یک چهارم نهایی لیگ قهرمانان اروپا رسیدند، اولین تیمی بودند که به نیمه نهایی لیگ قهرمانان رسیدند، اولین تیمی بودند که به فینال لیگ قهرمانان اروپا راه یافتند و اولین تیمی بودند که قهرمان شدند، که آن را در سال ۲۰۲۱ موفق به انجام دادنش شدند. با قهرمانی در لیگ قهرمانان، باشگاه بارسلونا به اولین باشگاهی تبدیل شد که عنوان قهرمانی لیگ قهرمانان را برای هر دو بخش فوتبال مردان و زنان به دست آورد. آنها کمی بعد اولین تیم زنان اسپانیایی بودند که پس از قهرمانی در کوپا د لا رینا ۲۱–۲۰۲۰، سه گانه قاره ای را به انجام رساندند.
باشگاه زنان بارسلونا جزو یکی از چهار باشگاه حرفه‌ای فوتبال در اسپانیا است که شخصیت حقوقی آن یک شرکت ورزشی (SAD) نیست، زیرا مالکیت آن متعلق به شرکا یا انجمن‌های آن است. بارسلونا، همراه با اتلتیک، رئال مادرید و باشگاه زنان مادرید نیز تنها باشگاه‌هایی در لیگ هستند که عضو اتحادیه باشگاه‌های فوتبال زنان اسپانیا (ACFF) نیستند.

## بازیکنان

### ترکیب کنونی
تا تاریخ ۲۰ دسامبر ۲۰۲۴
| شماره |         | پست       | بازیکن              |
| ----- | ------- | --------- | ------------------- |
| 1     | اسپانیا | دروازه‌بان | جما فونت            |
| 2     | اسپانیا | مدافع     | ایرنه پاردس         |
| 4     | اسپانیا | مدافع     | ماریا پیلار لئون    |
| 5     | اسپانیا | مدافع     | جانا فرناندز        |
| 7     | اسپانیا | مهاجم     | Salma Paralluelo    |
| 8     | اسپانیا | مدافع     | مارتا تورخون        |
| 9     | اسپانیا | مهاجم     | کلودیا پینا         |
| 10    | نروژ    | مهاجم     | کارولین گراهام هنسن |
| 12    | اسپانیا | هافبک     | پاتریشیا گویجارو    |
| 11    | اسپانیا | هافبک     | الکسیا پوتیاس       |
| 13    | اسپانیا | دروازه‌بان | کاتا کول            |

| شماره |          | پست       | بازیکن                |
| ----- | -------- | --------- | --------------------- |
| 14    | اسپانیا  | هافبک     | آیتانا بونماتی        |
| 16    | سوئد     | مهاجم     | فریدولینا رولفو       |
| 17    | لهستان   | مهاجم     | اوا پایور             |
| 18    | پرتغال   | هافبک     | Kika Nazareth         |
| 19    | اسپانیا  | مهاجم     | ویکی لوپز             |
| 22    | اسپانیا  | مدافع     | اونا باتله            |
| 23    | نروژ     | مدافع     | اینگرید سیرستاد اینگن |
| 24    | هلند     | مهاجم     | Esmee Brugts          |
| 25    | انگلستان | دروازه‌بان | الی روباک             |
| 28    | اسپانیا  | هافبک     | Alba Caño             |
| 29    | اسپانیا  | مدافع     | Noah Bezis            |
| 30    | سوئیس    | هافبک     | سیدنی شرتنلیب         |
| 32    | اسپانیا  | مهاجم     | Celia Segura          |

### بازیکنان بارسلونا بی
* این بازیکنان جزو تیم اصلی نیستند اما به عنوان بازیکنان تیم دوم یا ذخیره بارسلونا به لیست بازی ها اضافه می شوند.
| شماره |         | پست   | بازیکن           |
| ----- | ------- | ----- | ---------------- |
| 27    | اسپانیا | هافبک | آریادنا مینگوئزا |
| 28    | اسپانیا | مدافع | ماریا مولینا     |
| 29    | اسپانیا | هافبک | ماریا پرز        |
| 31    | اسپانیا | هافبک | جولیا بارتل      |

| شماره |         | پست   | بازیکن          |
| ----- | ------- | ----- | --------------- |
| 32    | اسپانیا | مهاجم | اورنلا وینیولا  |
| 33    | اسپانیا | مهاجم | اونا باراداد    |
| 38    | اسپانیا | مدافع | مارتینا فرناندز |
| 39    | اسپانیا | مدافع | استر لابورده    |

### بازیکنان قرض داده‌شده
| شماره |         | پست   | بازیکن                                       |
| ----- | ------- | ----- | -------------------------------------------- |
| —     | اسپانیا | مدافع | اما رامیرز (در رئال سوسیداد تا ۳۰ ژوئن ۲۰۲۲) |
| —     | اسپانیا | مهاجم | کاندلا اندوجار (در والنسیا تا ۳۰ ژوئن ۲۰۲۲)  |

| شماره |       | پست   | بازیکن                                    |
| ----- | ----- | ----- | ----------------------------------------- |
| —     | برزیل | مهاجم | جووانا کی روش (در لوانته تا ۳۰ ژوئن ۲۰۲۲) |

### بازیکنان ملی‌پوش سابق
| - اسپانیا: سونیا برمودز, راکل کابزون, مارتا کوردره, مارتا کوبی, آنا اسکریبانو, کارولینا فرز, آلیشیا فوئنتس, اولگا گارسیا, روث گارسیا, جما گیلی, باربارا لاتوره, ویکی لوسادا, آدریانا مارتین, اولگا مورنو, ملیسا نیکولاو, "ویلی" رومرو, رزر سرا, استر سویاسترس, مونتسرات تومه, ویرجینیا تورسیا, ماری پاز ویلاس - آرژانتین: لودمیلا مانیکلر, فلورنسیا کئینیونز - برزیل: آندرسا آلوز, فابیانا سیموئس - دانمارک: لینه رودیک هنسن - انگلیس: تونی دوگان - فرانسه: ایلیز بوساگلیا, خیرا حمراوی - مکزیک: ماریبل دومینگز, پاتریشیا پرز, کنتی روبلس, پاملا تاجونار - سوئد: استفانی فان در خراخت - مقدونیه‌شمالی: ناتاشا آندونوا - پرتغال: آندریا نورتون - رومانی: سیمونا وینتیلا - صربستان: یلنا جانکوویچ |

## کادر فنی و مدیریت

### کادر فنی کنونی
| \| پست \| نام \| \| -------------------- \| ----------------------------- \| \| سرمربی \| پر رومئو \| \| دستیار سرمربی \| رافل ناوارو \| \| مربی دروازه‌بان‌ها \| اوریول کاسارس \| \| مربی بدنسازی \| برتا کارلس یووه یاکوب گونزالس \| \| فیزیوتراپ‌ها \| ایزابل آربونس جودیت والنسیا \| \| پزشکان باشگاه \| اوا فرر \| \| نماینده تیم \| گونزالو رودریگز \| \| مربی تیم بارسلونا بی \| اسکار بیلیس \| آخرین به‌روز رسانی: ۲ ژوئیه ۲۰۲۱ منبع: باشگاه فوتبال بارسلونا |                               |
| پست | نام                           |
| سرمربی | پر رومئو                      |
| دستیار سرمربی | رافل ناوارو                   |
| مربی دروازه‌بان‌ها | اوریول کاسارس                 |
| مربی بدنسازی | برتا کارلس یووه یاکوب گونزالس |
| فیزیوتراپ‌ها | ایزابل آربونس جودیت والنسیا   |
| پزشکان باشگاه | اوا فرر                       |
| نماینده تیم | گونزالو رودریگز               |
| مربی تیم بارسلونا بی | اسکار بیلیس                   |

## عملکرد کلی
| فصل     | لیگ | لیگ  | لیگ     | لیگ  | لیگ | لیگ | لیگ | لیگ | لیگ | لیگ    | کوپا د لا رینا | لیگ قهرمانان اروپا | سوپرجام   | بیشترین گل‌زده | بیشترین گل‌زده |
| فصل     | سطح | دسته | رتبه    | بازی | ب   | م   | ش   | گ‌ز  | گ‌خ  | امتیاز | کوپا د لا رینا | لیگ قهرمانان اروپا | سوپرجام   | نام(ها)       |               |
| ------- | --- | ---- | ------- | ---- | --- | --- | --- | --- | --- | ------ | -------------- | ------------------ | --------- | ------------- | ------------- |
| ۸۹–۱۹۸۸ | ۱   | 1ª   | چهارم   | ۱۶   | ۷   | ۶   | ۳   | ۳۰  | ۲۵  | ۲۰     |                |                    |           |               |               |
| ۹۰–۱۹۸۹ | ۱   | 1ª   | پنجم    |      |     |     |     |     |     | ۲۲     |                |                    |           |               |               |
| ۹۱–۱۹۹۰ | ۱   | 1ª   | ششم     | ۱۴   | ۵   | ۱   | ۸   | ۲۳  | ۳۹  | ۱۱     |                |                    |           |               |               |
| ۹۲–۱۹۹۱ | ۱   | 1ª   | دوم     | ۱۲   | ۸   | ۱   | ۳   | ۳۷  | ۱۴  | ۱۷     | نیمه‌نهایی      |                    |           |               |               |
| ۹۳–۱۹۹۲ | ۱   | 1ª   | سوم     | ۱۲   | ۶   | ۴   | ۲   | ۲۵  | ۱۸  | ۱۶     | یک سی‌دوم       |                    |           |               |               |
| ۹۴–۱۹۹۳ | ۱   | 1ª   | دوم     | ۱۷   | ۱۳  | ۱   | ۳   | ۴۳  | ۱۴  | ۴۰     | قهرمان         |                    |           |               |               |
| ۹۵–۱۹۹۴ | ۱   | 1ª   | هفتم    | ۱۸   | ۴   | ۸   | ۶   | ۲۷  | ۳۸  | ۲۰     | دور اول        |                    |           |               |               |
| ۹۶–۱۹۹۵ | ۱   | 1ª   | هشتم    | ۱۶   | ۵   | ۱   | ۱۰  | ۲۴  | ۳۴  | ۱۶     | دور اول        |                    |           |               |               |
| ۹۷–۱۹۹۶ | ۱   | 1ª   | چهارم   | ۲۶   | ۲۰  | ۱   | ۵   | ۱۰۳ | ۲۸  | ۶۱     |                |                    |           |               |               |
| ۹۸–۱۹۹۷ | ۱   | 1ª   | دوم     | ۲۶   | ۲۰  | ۳   | ۲   | ۱۳۷ | ۲۵  | ۶۳     | دور اول        |                    |           |               |               |
| ۹۹–۱۹۹۸ | ۱   | 1ª   | پنجم    | ۲۶   | ۱۸  | ۳   | ۵   | ۹۹  | ۴۲  | ۵۷     |                |                    |           |               |               |
| ۰۰–۱۹۹۹ | ۱   | 1ª   | ششم     | ۲۴   | ۱۳  | ۲   | ۹   | ۶۴  | ۲۹  | ۴۱     |                |                    |           |               |               |
| ۰۱–۲۰۰۰ | ۱   | 1ª   | چهارم   | ۲۶   | ۱۷  | ۳   | ۶   | ۹۶  | ۴۰  | ۵۴     | دور اول        |                    |           |               |               |
| ۰۲–۲۰۰۱ | ۲   | 2ª   | اول     | ۲۶   | ۲۳  | ۳   | ۰   | ۱۲۳ | ۶   | ۷۲     |                |                    |           |               |               |
| ۰۳–۲۰۰۲ | ۲   | 2ª   | اول     | ۲۶   | ۲۲  | ۴   | ۰   | ۱۳۸ | ۱۹  | ۷۰     |                |                    |           |               |               |
| ۰۴–۲۰۰۳ | ۲   | 2ª   | اول     | ۲۶   | ۲۳  | ۲   | ۱   | ۱۰۱ | ۱۷  | ۷۱     |                |                    |           |               |               |
| ۰۵–۲۰۰۴ | ۱   | 1ª   | نهم     | ۲۶   | ۸   | ۵   | ۱۳  | ۴۲  | ۵۹  | ۲۹     |                |                    |           |               |               |
| ۰۶–۲۰۰۵ | ۱   | 1ª   | هشتم    | ۲۴   | ۸   | ۴   | ۱۲  | ۳۹  | ۵۱  | ۲۸     | یک‌چهارم‌نهایی   |                    |           |               |               |
| ۰۷–۲۰۰۶ | ۱   | 1ª   | چهاردهم | ۲۶   | ۴   | ۴   | ۱۸  | ۲۶  | ۵۸  | ۱۶     |                |                    |           |               |               |
| ۰۸–۲۰۰۷ | ۲   | 2ª   | اول     | ۲۶   | ۲۲  | ۲   | ۲   | ۱۲۸ | ۱۷  | ۶۸     |                |                    |           |               |               |
| ۰۹–۲۰۰۸ | ۱   | 1ª   | ششم     | ۳۰   | ۱۴  | ۷   | ۹   | ۴۸  | ۳۲  | ۴۹     | نیمه‌نهایی      |                    |           | [ specify ]   | [ specify ]   |
| ۱۰–۲۰۰۹ | ۱   | 1ª   | پنجم    | ۲۶   | ۱۳  | ۴   | ۹   | ۴۲  | ۲۹  | ۴۳     | نیمه‌نهایی      |                    |           | [ specify ]   | [ specify ]   |
| ۱۱–۲۰۱۰ | ۱   | 1ª   | چهارم   | ۲۸   | ۱۵  | ۵   | ۸   | ۵۳  | ۲۶  | ۵۰     | قهرمان         |                    |           | اولگا گارسیا  | ۱۶            |
| ۱۲–۲۰۱۱ | ۱   | 1ª   | اول     | ۳۴   | ۳۱  | ۱   | ۲   | ۱۱۹ | ۱۹  | ۹۴     | نیمه‌نهایی      |                    |           | سونیا برمودز  | ۳۸            |
| ۱۳–۲۰۱۲ | ۱   | 1ª   | اول     | ۳۰   | ۲۴  | ۴   | ۲   | ۹۱  | ۱۲  | ۷۶     | قهرمان         | یک سی‌دوم           |           | سونیا برمودز  | ۲۰            |
| ۱۴–۲۰۱۳ | ۱   | 1ª   | اول     | ۳۰   | ۲۵  | ۴   | ۱   | ۸۲  | ۱۱  | ۷۹     | قهرمان         | یک‌چهارم‌نهایی       |           | سونیا برمودز  | ۲۸            |
| ۱۵–۲۰۱۴ | ۱   | 1ª   | اول     | ۳۰   | ۲۵  | ۲   | ۳   | ۹۳  | ۹   | ۷۷     | نیمه‌نهایی      | یک‌شانزدهم‌          |           | سونیا برمودز  | ۲۲            |
| ۱۶–۲۰۱۵ | ۱   | 1ª   | دوم     | ۳۰   | ۲۴  | ۵   | ۱   | ۹۸  | ۱۲  | ۷۷     | نایب‌قهرمان     | یک‌چهارم‌نهایی       |           | جنیفر هرموسو  | ۲۴            |
| ۱۷–۲۰۱۶ | ۱   | 1ª   | دوم     | ۳۰   | ۲۴  | ۳   | ۳   | ۹۸  | ۱۳  | ۷۵     | قهرمان         | نیمه‌نهایی          |           | جنیفر هرموسو  | ۳۵            |
| ۱۸–۲۰۱۷ | ۱   | 1ª   | دوم     | ۳۰   | ۲۴  | ۴   | ۲   | ۹۸  | ۱۲  | ۷۶     | قهرمان         | یک‌چهارم‌نهایی       |           | آندریسا آلوز  | ۱۲            |
| ۱۹–۲۰۱۸ | ۱   | 1ª   | دوم     | ۳۰   | ۲۵  | ۳   | ۲   | ۹۴  | ۱۵  | ۷۸     | نیمه‌نهایی      | نایب‌قهرمان         |           | الکسیا پوتیاس | ۱۶            |
| ۲۰–۲۰۱۹ | ۱   | 1ª   | اول     | ۲۱   | ۱۹  | ۲   | ۰   | ۸۶  | ۶   | ۵۹     | قهرمان         | نیمه‌نهایی          | قهرمان    | جنیفر هرموسو  | ۲۳            |
| ۲۱–۲۰۲۰ | ۱   | 1ª   | اول     | ۳۴   | ۳۳  | ۰   | ۱   | ۱۶۷ | ۱۵  | ۹۹     | قهرمان         | قهرمان             | نیمه‌نهایی | جنیفر هرموسو  | ۳۱            |
|         | ۱   |      |         |      |     |     |     |     |     |        |                |                    |           |               |               |
|         | ۱   |      |         |      |     |     |     |     |     |        |                |                    |           |               |               |
|         | ۱   |      |         |      |     |     |     |     |     |        |                |                    |           |               |               |

1. ↑  (به کاتالان: Barça) لقبی که برای تیم بارسلونا استفاده می‌شود.
2. ↑  (به کاتالان: Blaugranes) لقبی که برای هواداران تیم بارسلونا استفاده می‌شود؛ به معنای آبی و اناری‌ها
3. ↑  (به کاتالان: culés) لقبی که برای هواداران تیم بارسلونا استفاده می‌شود.

## افتخارات
داخلی
- لیگ برتر (۱۰، رکورددار): ۲۰۱۲ ، ۲۰۱۳ ، ۲۰۱۴ ، ۲۰۱۵ ، ۲۰۲۰ ، ۲۰۲۱ ، ۲۰۲۲ ، ۲۰۲۳ ، ۲۰۲۴ ، ۲۰۲۵

- کوپا د لا رینا (۱۰، رکورددار): ۱۹۹۴، ۲۰۱۱، ۲۰۱۳، ۲۰۱۴، ۲۰۱۷، ۲۰۱۸، ۲۰۲۰، ۲۰۲۱، ۲۰۲۲، ۲۰۲۴

- سوپر جام اسپانیا (۵، رکورددار): ۲۰–۲۰۱۹،[۴] ۲۲–۲۰۲۱[۵]،۲۰۲۳-۲۰۲۲، ۲۰۲۴-۲۰۲۳ ، ۲۰۲۵-۲۰۲۴

- جام کاتالونیا (۱۰، رکورددار): ۲۰۰۹، ۲۰۱۰، ۲۰۱۱، ۲۰۱۲، ۲۰۱۴، ۲۰۱۵، ۲۰۱۶، ۲۰۱۷، ۲۰۱۸، ۲۰۱۹

بین المللی
- لیگ قهرمانان اروپا (۳) : ۲۰۲۱ ، ۲۰۲۳ ، ۲۰۲۴ نایب قهرمان :۲۰۱۹ .۲۰۲۲ . ۲۰۲۵

دعوت شده
- مسابقات فوتبال زنان سی‌او‌تی‌آی‌اف: ۲۰۱۴
- جام قهرمانان بین‌المللی زنان: ۲۰۲۱؛ رتبه‌سوم